# Piper subflavicans
Piper subflavicans är en pepparväxtart som beskrevs av William Trelease. Piper subflavicans ingår i släktet Piper och familjen pepparväxter. Inga underarter finns listade i Catalogue of Life.